# Опсада Тиберијаса
Опсаду Тиберијаса извршио је Саладин 1187. године. Завршена је освајањем града. Послужила је као мамац да привуче крсташку војску у Хитински кланац где су је муслимани потпуно уништили.

## Опсада
Град Тиберијас је припадао грофу Ремону III, грофу Триполија. Саладин га опседа 2. јуна. Град се једном страном наслањао на Галилејско језеро, а са копна је био заштићен јаким зидовима. И поред тога град се не би дуго одржао без помоћи Јерусалима.
Без обзира што се у Тиберијасу налазила његова жена Ешива, Ремон није хтео да безглаво појури у помоћ. Штавише, саветовао је Гаја Лизињанског да одустане од напада. Међутим, ови предлози су наишли на страховите увреде од стране Жерара од Ришфоа и Ренеа од Шатијона који су га називали кукавицом. Гај је на крају послушао њихов савет. Резултат је велика крсташка погибија у бици код Хитина. У бици је уништена целокупна хришћанска армија у Светој земљи. Већ сутрадан (5. јул) Тиберијас се предао.
Саладин је извршио покољ преко 200 грађана Тиберијаса у знак одмазде. Већину побијених чинили су витезови Темплари и Хоспиталци. Једини од Темплара који се спасао је сам велики мајстор Жерар од Ришфоа. Он је погинуо приликом Трећег крсташког рата у опсади Акре.